# Long Dien (district)
Long Điền is een district in de Vietnamese provincie Bà Rịa-Vũng Tàu. De hoofdplaats van het district is Long Điền. Long Điền ligt in het zuiden van de provincie, ten oosten van Vũng Tàu aan de Zuid-Chinese Zee.
De oppervlakte van Long Điền bedraagt 76,99 km² en heeft ruim 118.000 inwoners.